# Aglaothorax gurneyi
Aglaothorax gurneyi är en insektsart som först beskrevs av Rentz, D.C.F. och Birchim 1968.  Aglaothorax gurneyi ingår i släktet Aglaothorax och familjen vårtbitare. Inga underarter finns listade i Catalogue of Life.